# Niech zamarzę raz jeszcze
Niech zamarzę raz jeszcze (ang. Let Me Dream Again) – brytyjski krótkometrażowy film z 1900 roku w reżyserii George'a Alberta Smitha.

## Fabuła
Mężczyzna i kobieta siedząc przy stoliku radośnie gawędzą popijając alkohol. Po czym po krótkiej chwili obejmują się by odpłynąć we wspólnym rozmarzeniu. Obraz rozmywa się i widzimy tę samą parę, ale w łóżku. Właśnie się obudzili a poprzednia scena okazała się być tylko snem mężczyzny, który śniąc go objął kobietę. Ta zaś najpierw okazuje zdziwienie tym objęciem, by zaraz okazać wzburzenie kończące się awanturą. Ostatecznie oboje się obrażają i odwracają się do siebie plecami, by dalej spać.